# Paralimnophila neboissi
Paralimnophila neboissi är en tvåvingeart som beskrevs av Günther Theischinger 1996. Paralimnophila neboissi ingår i släktet Paralimnophila och familjen småharkrankar. Inga underarter finns listade i Catalogue of Life.